# Joševa (miasto Valjevo)
Joševa (cyr. Јошева) – wieś w Serbii, w okręgu kolubarskim, w mieście Valjevo. W 2011 roku liczyła 198 mieszkańców.